# Sol pel món
Sol pel món (títol original en anglès, Going Solo) és un relat autobiogràfic de Roald Dahl, publicat per Jonathan Cape a Londres el 1986. És una continuació de la seva autobiografia de la seva infància, Boy (relats d'infància).

## Argument
El llibre comença amb Roald Dahl camí de Dar es Salaam (Àfrica) per al seu nou treball per a la Companyia de Combustibles Shell. Eventualment s'uneix a la guerra com a pilot en la Força Aèria Real, volant en un De Havilland Tiger Moth, un Gloster Gladiator i un Hawker Hurricane.
Després de la caiguda de Grècia davant els nazis, Dahl viatja a Orient Mitjà per lluitar contra els pilots de la França de Vichy, després de romandre durant un temps a Alexandria, Egipte. Va ser traduït al català el 2000 i publicat per l'Editorial Empúries.